# José Sobejano y Ayala
José Sobejano y Ayala (Cintruénigo, Navarra, 16 de desembre de 1791 - Madrid, Castella, 14 de setembre de 1857) fou un compositor navarrès.
Estudià amb el seu pare, i als dotze anys feu oposicions a la plaça d'organista de l'església de la Santa Creu de Campon, assolint el segon lloc entre nou opositors. Dos anys després guanyà, per unanimitat, el càrrec d'organista de la Catedral de Pamplona, i despès s'allistà en l'exèrcit del general Francisco Espoz e Ilundain, més conegut per Espoz y Mina per a lluitar contra els francesos, confiant-se-li la direcció de les bandes de música de la divisió. Acabada la guerra, tornà a Pamplona i posteriorment fou mestre de capella de la Catedral de Lleó, d'on es traslladà a Madrid, dedicant-se al principi al professorat particular. El 1827 fou nomenat mestre de piano del Reial Seminari de Nobles i organista de la Capella Reial de Sant Isidre. Era el pare del també compositor José Sobejano y Ervitio.
Va escriure molta i excel·lent música religiosa, entre les quals destaca un ofici de difunts; un Rèquiem a tota orquestra; Les set paraules, etc. També deixà mètodes de solfeig i de piano.